# .tg
.tg és el domini de primer nivell territorial de Togo.
Encara que no sembla que hi hagi restriccions sobre qui pot registrar-hi dominis, no es fa servir gaire fora de Togo.